# John Settergren

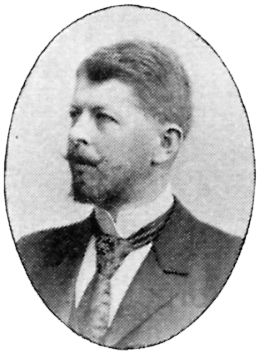
John Settergren

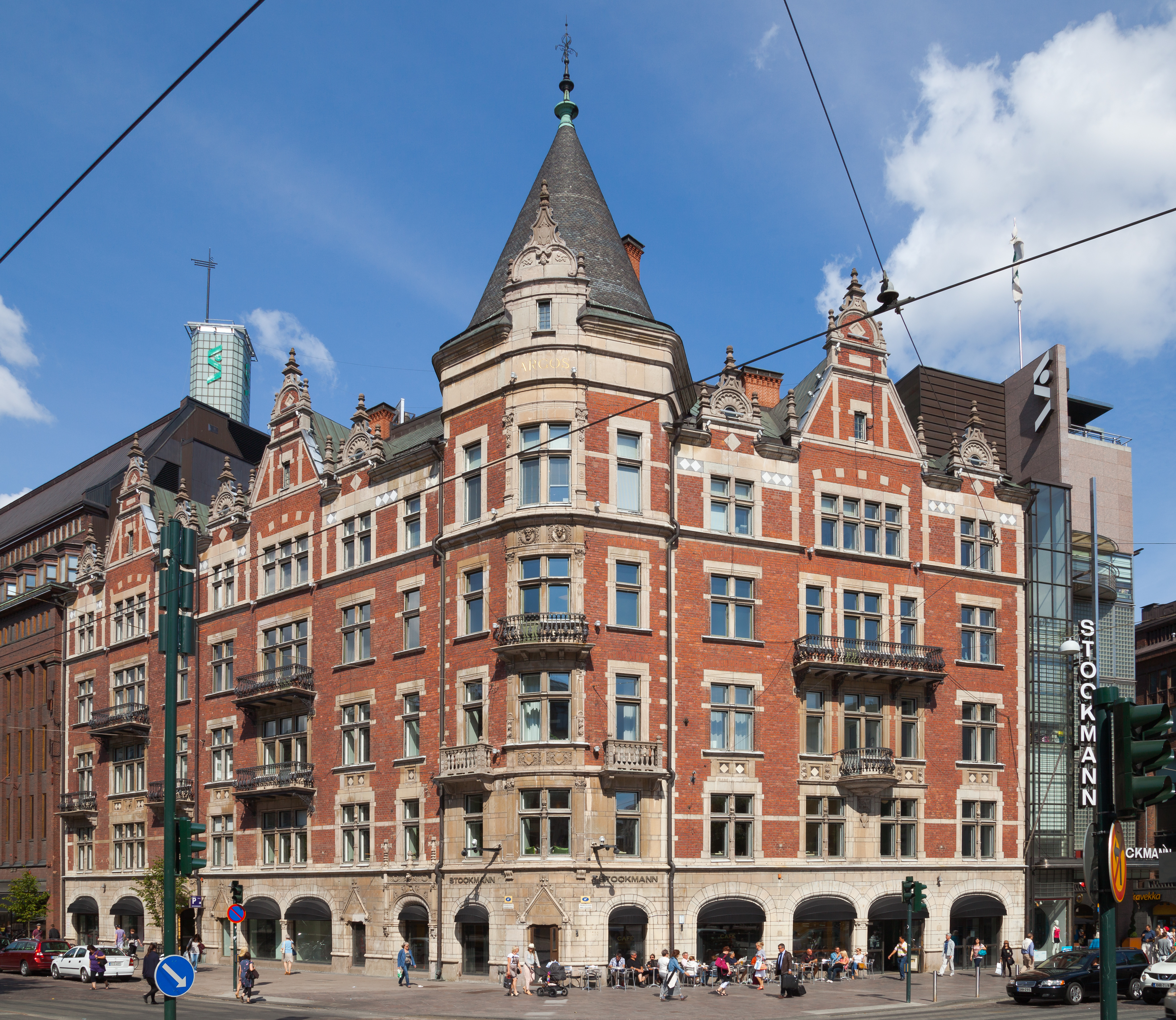
Argoshuset

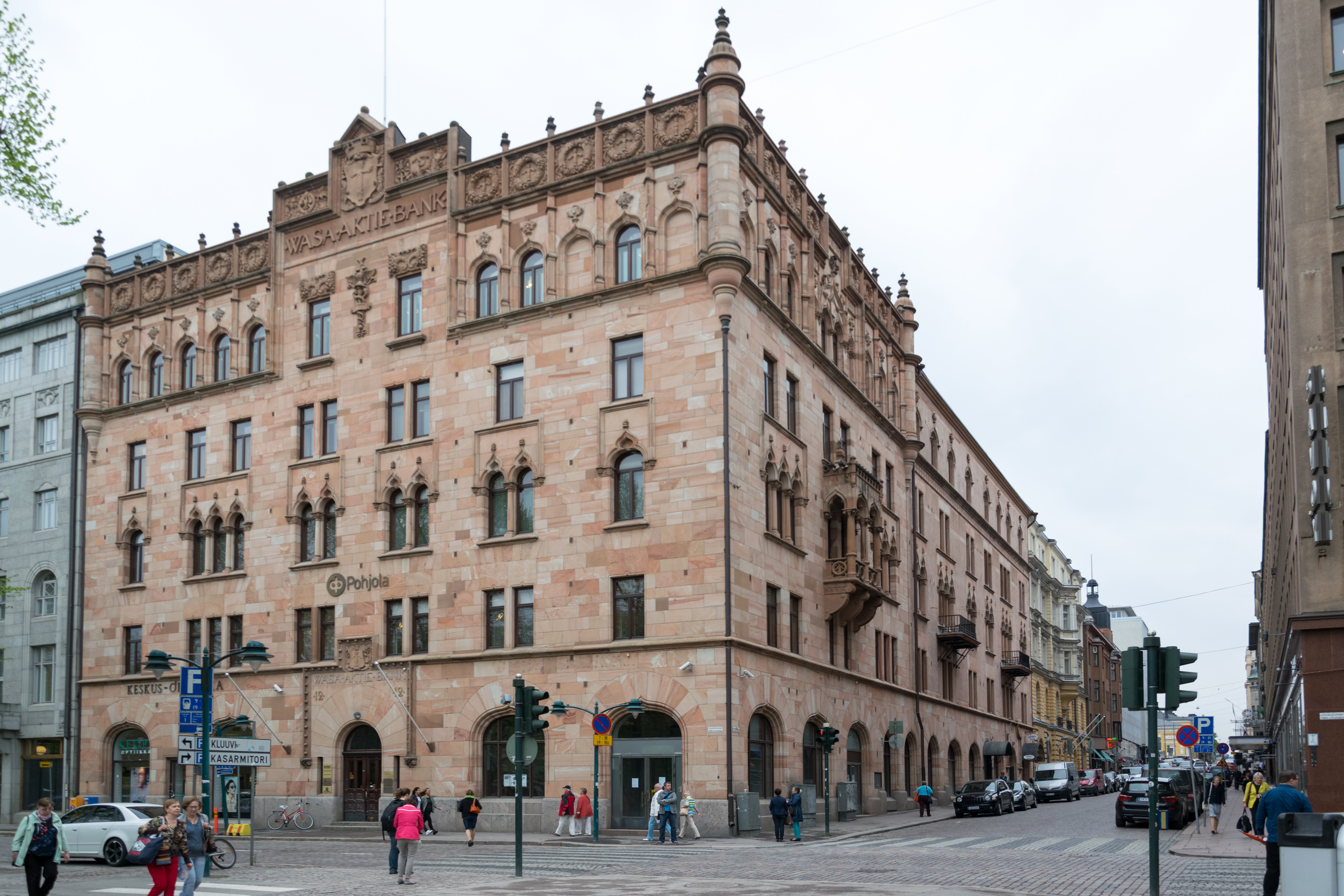
Wasa aktie bank

Nils Johan (John) Martin Settergren, född 15 december 1868 i Norra Härene i Skaraborgs län, död 7 augusti 1917 i Juzovka i Ryssland (nuvarande Donetsk i Ukraina), var en svensk arkitekt, tecknare och etsare.
Han var son till lantbrukaränkan Ida Gustava Josefina Settergren. Settergren var elev vid Tekniska skolan i Stockholm 1887-90 med fortsatta studier vid Kungliga tekniska högskolan 1890-92 samt vid Kungliga Akademien för de fria konsterna 1892-95 och i Axel Tallbergs etsningskurs 1895–1896. Han var anställd i Stockholm hos arkitekterna Isak Gustaf Clason 1889-92 och hos Fredrik Lilljekvist 1893-96.
År 1896 flyttade han till Finland och arbetade på arkitektbyrån Grahn, Hedman & Wasastjerna. Samma år fick han uppdrag att utforma fasaderna till Argoshuset i Helsingfors och kom att skapa en nästan perfekt kopia av det Bünsowska huset i Stockholm som ritats av den tidigare arbetsgivaren Isak Gustaf Clason på 1880-talet. En annan av Claesons stockholmsbyggnader, det Hallwylska palatset, utgjorde antagligen inspirationskällan för Settergrens utformning av fasaden på Wasa Aktie Banks hus i den finska huvudstaden.
Han startade sedan egen firma i Helsingfors och samarbetade delvis med Gustaf Estlander och Mauritz Gripenberg. Han kom att rita ett flertal bostadshus i huvudstaden. Settergren främsta verk torde dock vara den barockinspirerade jugendbyggnaden Forsby slott i Pernå från 1908. År 1916 kallades han att leda planeringen av ett stort fabrikskomplex i Juzovka i Ryssland, men avled i kolera innan han hunnit avsluta arbetet.